# Franz Xaver Winterhalter

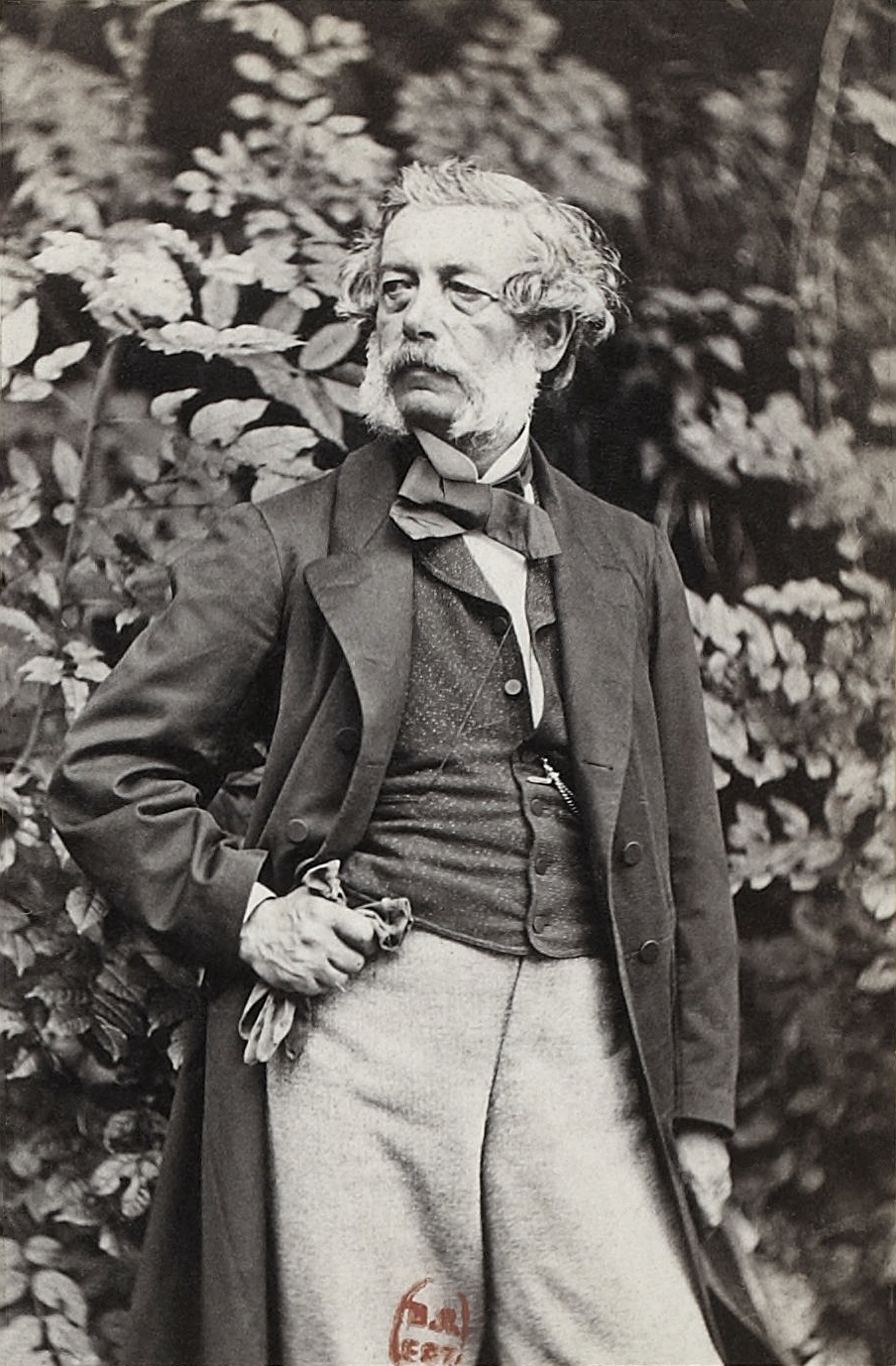
Franz Xaver Winterhalter, ca.1865

Franz Xaver Winterhalter (ur. 20 kwietnia 1805 w Menzenschwand, zm. 8 lipca 1873 we Frankfurcie nad Menem) – niemiecki malarz i twórca litografii, znany głównie z portretów przedstawiających członków europejskich rodów królewskich i arystokratycznych.
Winterhalter urodził się w małej wsi – Mezenschwand, w Schwarzwaldzie. Był szóstym z ośmiorga rodzeństwa, jego ojciec był rolnikiem.
Winterhalter poznawał tajniki malarstwa we Freiburgu i w Monachium. W 1828 r. poznał księżną Badenii – Zofię i uzyskał zlecenia na jej portrety. W 1834 r. wyjechał do Paryża, gdzie szybko stał się popularny. Najpierw malował dla króla Ludwika Filipa, a później zdobył posadę na dworze cesarza Napoleona III. W 1841 r. na prośbę królowej angielskiej – Wiktorii I, przybył do Anglii.
W czasie swojej kariery sportretował większość koronowanych głów Europy. Na początku jego styl był dość "konserwatywny" i "staromodny", jego cechą charakterystyczną była gładka, jak gdyby emaliowana powierzchnia. Później jego warsztat ulegał stopniowym przeobrażeniom. W jednej z jego najsłynniejszych prac – wizerunku przedstawiającym austriacką cesarzową Elżbietę (1864 r.) widoczna jest już duża swoboda w technice malarskiej. Drugim jego słynnym dziełem jest obraz przedstawiający francuską cesarzową Eugenię, który zdobył dużą sławę na wystawie w 1853 r. Pod koniec życia, duża część jego obrazów powstawała od razu, bezpośrednio na płótnie, bez dokonywania wstępnych szkiców.
Winterhalter przez cały okres swojej twórczości nie był poważnie traktowany przez krytyków, którzy zarzucali mu "sztuczność" i "nienaturalność". Był natomiast ceniony przez swoich bogatych patronów z możnych rodzin i zawsze był wziętym malarzem w tych kręgach.
| nr | tytuł                                                                      | czas powstania | technika i wymiary                | miejsce przechowywania                       | ilustracja |
| 1. | Decameron                                                                  | 1837           | olej na płótnie, 90,5 x 254 cm    | Liechtenstein Museum, Wiedeń                 |            |
| 2. | Portret Leonilli, księżniczki Sayn-Wittgenstein-Sayn, z domu Baryatinsky   | 1843           | olej na płótnie, 56 x 83,5 cm     | J. Paul Getty Museum, Los Angeles            |            |
| 3. | Florinda                                                                   | 1853           | olej na płótnie, 178,4 x 245,7 cm | National Gallery, Londyn                     |            |
| 4. | Cesarzowa Eugenie z Francji z dworkami                                     | 1855           | olej na płótnie, 300 x 420 cm     | Musée National de Palais de Compiègne, Paryż |            |
| 5. | Portret Elizy Franciszki z Branickich Krasińskiej                          | 1857           | olej na płótnie, 146 x 107,3 cm   | Zamek Królewski w Warszawie                  |            |
| 6. | Portret Madame Barbe de Rimsky-Korsakov                                    | 1864           | olej na płótnie, 117 x 90 cm      | Musée d’Orsay, Paryż                         |            |
| 7. | Cesarzowa Elżbieta z Austrii w dworskiej sukience z gwiazdami diamentowymi | 1865           | olej na płótnie,                  | Hofburg, Wiedeń                              |            |
| 8. | Księżniczka Wiktoria                                                       | 1867           | olej na płótnie, 80,8 x 64,6 cm   | Buckingham Palace, Londyn                    |            |